# Берездовецька сільська рада
Берездовецька сільська рада  — колишній орган місцевого самоврядування у Миколаївському районі Львівської області з центром у селі Берездівці.

## Загальні відомості
Історична дата утворення: в 1940 році. Водоймища на території, підпорядкованій даній раді: річка Вишнівка.

## Населені пункти
Сільській раді підпорядковані 2 населені пункти.
| № | Назва населеного пункту | Населення | Площа, км² | Густота населення | Дата заснування |
| - | ----------------------- | --------- | ---------- | ----------------- | --------------- |
| 1 | с. Берездівці           | 1738      | 2.347      | 706.430           | 1410            |
| 2 | с. Гранки-Кути          | 845       | 1,732      | 487.880           | 1450            |

## Склад ради
Рада складалася з 16 депутатів та голови.

### Керівний склад ради
| ПІБ                      | Основні відомості                                                 | Дата обрання | Дата звільнення |
| ------------------------ | ----------------------------------------------------------------- | ------------ | --------------- |
| Шпак Микола Михайлович   | Сільський голова, 1953 року народження, освіта, позапартійна      | 26.03.2006   | 31.10.2010      |
| Мелешко Андрій Романович | Сільський голова, 1964 року народження, освіта вища, безпартійний | 31.10.2010   |                 |

Примітка: таблиця складена за даними джерела